# Stolperschwelle in Bad Buchau
Der Artikel Stolperschwelle in Bad Buchau beschreibt die Stolperschwelle, die im Rahmen des Stolperstein-Projekts von Gunter Demnig in Bad Buchau 2013 verlegt wurde. Mit ihr soll an Opfer des Nationalsozialismus erinnert werden, die in Bad Buchau lebten und wirkten.

## Verlegte Stolpersteine und Stolperschwellen
| Adresse        | Verlege- datum | Inschrift | Bild | Anmerkung |
| -------------- | -------------- | --- | ---- | --------- |
| Bahnhofspark · | 17. Apr. 2013  | Buchau 1933–1945 VON HIER AUS 106 Juden werden zur Auswanderung gezwungen 113 Juden werden deportiert: Riga–Auschwitz–Izbica–Theresienstadt 4 kommen zurück |      |           |